# Caradrina stenoptera
Caradrina stenoptera là một loài bướm đêm trong họ Noctuidae.